# Capitolazione (trattato)
Una capitolazione (dal latino caput), è un trattato o contratto unilaterale con il quale uno Stato sovrano cede competenze (diritti ed obblighi), entro i suoi confini, ai cittadini di uno stato straniero.
Di conseguenza, i soggetti stranieri sono immuni, per la maggior parte degli illeciti civili e penali, dalla giurisdizione dei tribunali e altre istituzioni governative nello stato che rende la capitolazione.

## Esempi storici
In Turchia sono stati realizzati accordi definiti capitolazioni, e trattati di conferma di essi, tra la Sublime porta e altri stati, secondo i quali gli stranieri residenti in Turchia erano soggetti alle leggi dei rispettivi paesi.
Nel IX secolo, il califfo abbaside Hārūn al-Rashīd rilasciò garanzie e privilegi commerciali ai Franchi, sudditi dell'imperatore Carlo Magno, che avessero voluto visitare l'Oriente con l'autorizzazione del loro imperatore. Dopo la disgregazione dell'impero Franco, concessioni analoghe vennero fatte ai sudditi di alcuni stati indipendenti Italiani (città stato) sorte sulle sue rovine. Così, nel 1098, il principe di Antiochia concesse una Carta di questo tipo alla città di Genova, il re di Gerusalemme estese lo stesso privilegio alla Repubblica di Venezia nel 1123 e a Marsiglia nel 1136. Salah ud-Din (Saladino), sultano di Babilonia (Cairo), ha concesso una Carta alla Repubblica di Pisa nel 1173. L'imperatore bizantino seguì questo esempio, concedendo capitolazioni a Genova, Pisa e Venezia.
La spiegazione della pratica è da ricercarsi nel fatto che la sovranità dello Stato era considerata, a quell'epoca, da applicare solo ai sudditi dello stato, mentre gli stranieri erano esclusi da diritti e obblighi. Il privilegio di cittadinanza era considerato troppo prezioso per essere esteso allo straniero, che era considerato quasi un fuorilegge. Ma quando il numero delle persone, la ricchezza e il potere degli stranieri residenti nel territorio dello Stato divenne troppo grande, vi fu la necessità di sottoporli a qualche legge, e si ritenne che questa legge avrebbe dovuto essere quella del proprio stato di provenienza. Quando il dominio ottomano sostituì quello degli imperatori bizantini, il sistema già esistente continuò a essere adottato, e ai diversi popoli non musulmani venne concessa una semi-autonomia nelle questioni che riguardavano il loro status personale, e, i genovesi di Galata vennero confermati nei loro privilegi.
Il trattato del 1641 tra i Paesi Bassi e il Portogallo conteneva la prima formula europea di questa usanza. Cromwell proseguì la politica del trattato commerciale anche al fine di ottenere un riconoscimento formale del Commonwealth da parte delle potenze straniere. Il suo trattato del 1654 con la Svezia conteneva la prima clausola reciproca della nazione più favorita: l'articolo IV prevedeva che le persone, i soggetti e gli abitanti di entrambi gli stati devono avere e possedere nei paesi, territori, domini e regni dell'altro stato, pieni e ampi privilegi e altrettante esenzioni, immunità e libertà, come avrebbero nei domini e regni del loro stato di origine. Il governo della Restaurazione sostituì e ampliò le modalità del Protettorato con nuovi accordi. La politica generale del Commonwealth venne mantenuta, con ulteriori disposizioni sul commercio coloniale. Nel nuovo trattato del 1661 con la Svezia i privilegi garantiti erano quelli che ogni straniero doveva godere nei domini e regni su entrambi di entrambi gli stati.
Le capitolazioni inglesi vennero emanate nel 1569, e assicuravano il medesimo trattamento dei veneziani, franchi, polacchi e dei sudditi dell'imperatore di Germania; esse vennero riviste nel 1675, e come poi fu stabilito, vennero confermate dai trattati in data successiva ora e per sempre.